# Avraam Papadopoulos
Avraam Papadopoulos (sinh ngày 3 tháng 12 năm 1984) là một cầu thủ bóng đá người Hy Lạp.

## Đội tuyển bóng đá quốc gia Hy Lạp
Avraam Papadopoulos thi đấu cho đội tuyển bóng đá quốc gia Hy Lạp từ năm 2008.

## Thống kê sự nghiệp
| Đội tuyển bóng đá Hy Lạp | Đội tuyển bóng đá Hy Lạp | Đội tuyển bóng đá Hy Lạp |
| Năm                      | Trận                     | Bàn                      |
| ------------------------ | ------------------------ | ------------------------ |
| 2008                     | 3                        | 0                        |
| 2009                     | 7                        | 0                        |
| 2010                     | 12                       | 0                        |
| 2011                     | 7                        | 0                        |
| 2012                     | 4                        | 0                        |
| 2013                     | 1                        | 0                        |
| 2014                     | 2                        | 0                        |
| Tổng cộng                | 36                       | 0                        |